# Kommunalwahlen in Sachsen-Anhalt 2014
Die Kommunalwahlen in Sachsen-Anhalt fanden am 25. Mai 2014 statt. Die Wahlbeteiligung lag bei den Kreistagswahlen bei 43,1 % und damit höher als bei den Kreistagswahlen 2009 mit 36,9 %. Bei den Gemeinderatswahlen lag sie nur bei 38 %. Es wurde die Vertretung für Kreistage und Gemeinderäte gewählt.

## Wahlrecht
Es waren alle Bürger über 16 wahlberechtigt, die mindestens seit drei Monaten in dem Landkreis oder in der Gemeinde gewohnt haben.

## Ausgangslage

### Kreistagswahlen
Bei den Kreistagswahlen 2007/2009 erzielte die CDU 32,2 % und wurde damit stärkste Kraft. Dahinter folgten die SPD mit 20,5 %, die Linke mit 20,3 % und die freien Wähler mit 11,9 %. Die FDP erzielte ein Ergebnis von 8,5 %, gefolgt von den Grünen mit 4,3 %. Schwächste Kraft war die NPD mit 2,2 %.

### Gemeinderatswahlen
Bei den Gemeinderatswahlen lag die CDU bei 32,3 % und war somit stärkste Kraft. Dahinter folgten die SPD mit 20,7 % und die Linke mit 18,4 %. Die Grünen landeten bei 4,6 % und die FDP bei 8,3 %. Die Freien Wähler holten 9 % der Stimmen. Sonstige Parteien wie die NPD holten 1,7 %.

## Ergebnis

### Kreistagswahlen
Der vorige Wahlsieger, die CDU, konnte ihr Wahlergebnis um 2,1 % auf 34,3 % leicht verbessern. Zweitstärkste Kraft wurde zum ersten Mal die Linke mit 21,5 % (+1,2 %), gefolgt von der SPD, die auf 18,3 % (−2,3 %) abrutschte und somit nur drittstärkste Kraft wurde. Die Freien Wähler landeten bei 10,1 %. Die Grünen erreichten 5,5 % (+1,2 %) und sind damit stärker als die FDP mit 4,5 % (−4 %), die starke Verluste einstecken musste. Die Grünen erzielten zweistellige Ergebnisse in größeren Städten wie Magdeburg mit 10,6 % oder Halle mit 10 %. Die AfD, die zum ersten Mal antrat, erreichte 2,4 %. Die NPD rutschte von 2,2 % auf 1,6 % ab und ist somit erneut schwächste Kraft.

### Gemeinderatswahlen
Bei den Gemeinderatswahlen ergab sich ein ähnliches Ergebnis wie bei der Kreistagswahl. Die CDU wurde mit 34,3 % stärkste Kraft, zweitstärkste Kraft wurde die Linke mit 21,4 %, gefolgt von der SPD mit 18,3 %. Die Freien Wähler erreichten 9,9 % und die Grünen 5,6 %. Die schwächsten Kräfte wurden die FDP mit nur noch 4,4 %, die AfD mit 2,4 % und die NPD mit 1,7 %.

## Wahlfälschung in Stendal
In Stendal kam es bei der Stadtratswahl zu mehreren Fällen von Wahlfälschung. Ein ehemaliger Stadtrat ließ Vollmachten zur Abholung von Briefwahlunterlagen fälschen und füllte sie zu seinen Gusten aus. Die Wahl zum Stadtrat wurde daraufhin wiederholt, der Fälscher wurde zu einer Freiheitsstrafe von 2 Jahren und 6 Monaten verurteilt.